# Ctenus vividus
Ctenus vividus là một loài nhện trong họ Ctenidae.
Loài này thuộc chi Ctenus. Ctenus vividus được John Blackwall miêu tả năm 1865.